# ارابه خودراهنما
ارابه خودراهنما (به انگلیسی: Automated guided vehicle) هستند که از نشانه‌ها یا سیم کشی‌ها یا لیزرهای که اطلاعات هدایت را شامل می‌شوند پیروی می‌کنند.ان‌ها اغلب در صنعت برای جابه جا کردن مواد و وسائل و تجهیزات ساخت و ساز یا در انبار استفاده می‌شوند.
مقدمه.
وسائل نقله هدایت اتوماتیک بهره وری را افزایش و هزینه را به وسیله اتوماسیون امکانات تولد یا انبر کاهش می‌دهند.
ای جی وی‌ها می‌توانند بار را توسط تریلرهایی در پشتشان به صورت اتوماتیک حمل کنند بعضی از آن‌ها از لیفتراک برای بلند کردن و جاسازی اجسام استفاده می‌کنند..
ای جی وی‌ها اغلب در صنعت کاربرد دارد و در جابه جایی موادی مانند غذا پارچه یا حتی تجهیزات پزشکی بیمارستانه استفاده می‌شوند.
ای جی وی به نام‌هایی مانند وسائل نقلیه هدایت لیزری یا وسیله نقله خود هدایت خوانده می‌شوند.مدل‌های ارزانتر ای جی وی به نام گاری هدایت اتوماتیک وجود دارند که توسط نوارهای هدایت مغناطیسی هدایت میگردند.
امروزه‌ای جی وی‌ها نقش مهمی را در طراحی کارخانه‌های جدید و انبارها ایفا می‌کنند.
کاربردهای معمول ای جی وی:
- جابه جایی تکراری مواد در یک فاصله معین
- رساندن بارهای معمول
- در مواقعی که سرعت رساندن مهم است و دیر کردن موجب عدم کارایی می‌شود
- اپراتورهایی که حداقل دو شیفت دارند
- در فرایندهایی که پیگیری و رساندن مواد خیلی مهم است
کار کردن با مواد اولیه.
ای جی وی اغلب برای جابه جایی مواد اولیه استفاده می‌شوند مثل کاغذ فولاد فلزات و پلاستیک.این مورد شامل جابه جایی محصولاتت از در یافت از انبار و رساندن به خطوط می‌باشد.
کار کردن در فرایند جابه جایی.
یکی از اولین کارهایی که ای جی وی مورد استفاده قرار می‌گیرد جابه جایی تکراری محصولات بین فرایندهای ساخت می‌باشد.
کار کردن با محصولات نهایی.
جابه جایی محصولات نهایی از تولید به انبار آخرین جابه جایی قبل از رسیدن به دست مشتری است.این جابه جایی‌ها نیازمند دقت فراوان هستند. ای جی وی‌ها انتخاب بسیار خوبی برای این کارند.

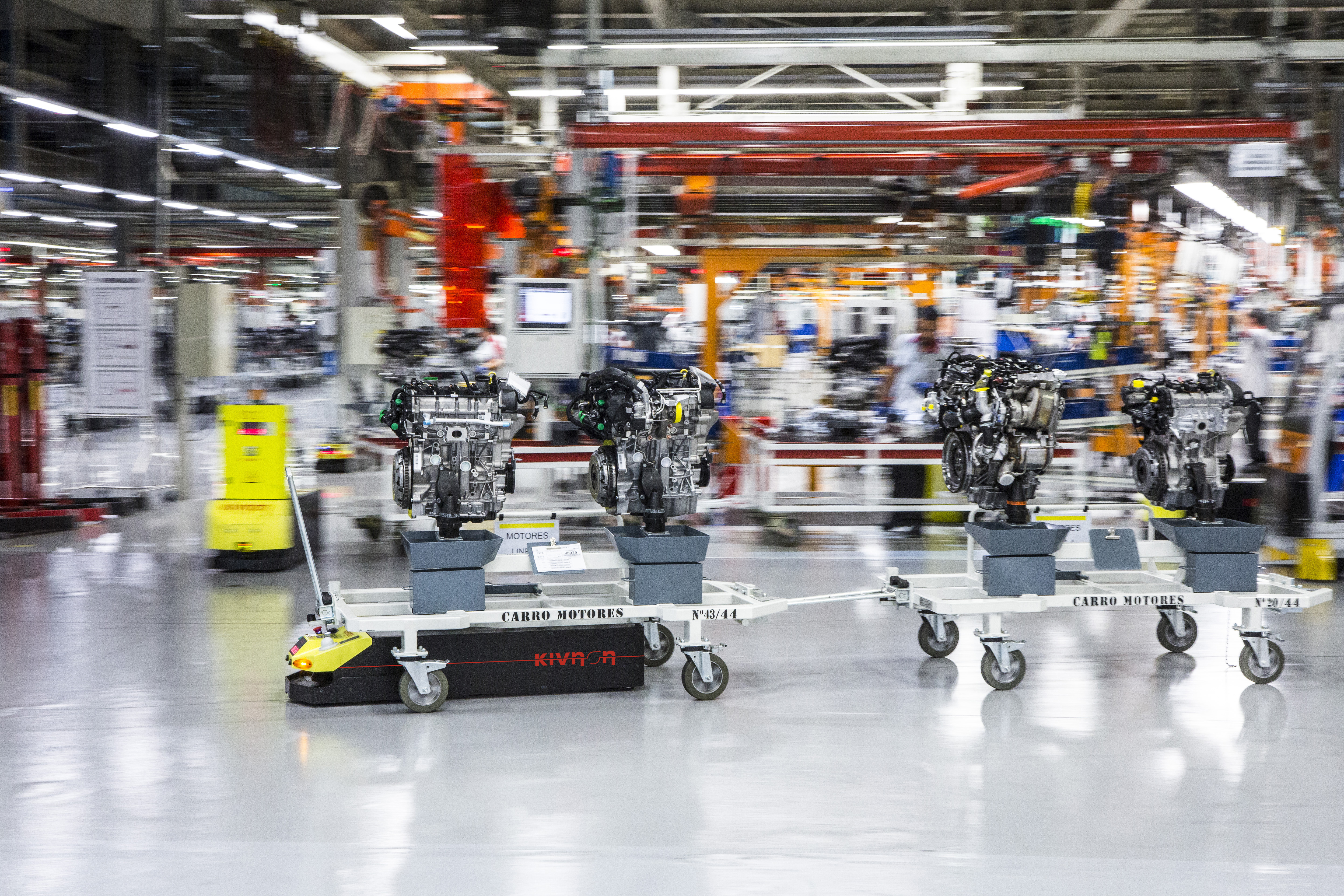
ارابه خودراهنما

## سیستم انعطاف پذیر تولید
برای شروع برای فهمیدن اهمیت ای جی وی ابتدا باید مفهوم بنیادی سیستم انعطاف‌پذیر تولید را بفهمیم.
درسیستم انعطاف‌پذیر تولیداز ماشین‌ها برای تولید محصولاتشان استفاده می‌کنند.به جای استفاده از انسان برای انجام کارهای تکراری می‌توان از ماشین برای انجام دادن در 24 ساعت استفاده کرد.
مشخصا برای کارخانه‌ای که به‌طور کامل با سیستم انعطاف‌پذیر تولید طرح ریزی شده باشد میلیون‌ها دلار هزینه دارد بنابراین به جای استفاده از ان اغلب شرکت‌ها از قسمتی از سیستم انعطاف‌پذیر تولید استفاده می‌کنند که واحد انعطاف‌پذیر تولید نامیده می‌شود که در این صورت قسمتی به وسیله ماشین و قسمتی به روش‌های دیگر تولید می‌کنند.
به‌طور کلی یک یا چند ای جی وی در سیستم انعطاف‌پذیر تولید استفاده می‌شوند.

هدایت:
ای جی وی‌ها در سیستم انعطاف‌پذیر تولید برای جا به جایی یک وسیله از نقطه‌ای به نقطه دیگر استفاده می‌شوند.نواحی هدایت ای جی وی‌ها به وسیله سنسورها پوشش داده می‌شود که دو نوع سنسور اصلی عبارتند از:سنسورهای کابل کشی و سنسورهای بدون کابل کشی.

## سنسورهای کابل کشی
این نوع سنسورها در سطح پایین ربات قرار گرفته به گونه‌ای که روبهروی سطح زمین باشد . کابل‌ها تقریباً در 1 اینچ زیر زمین قرار داده شده که فرکانس‌های رادیویی را که از کابل‌ها مخابره می‌شوند را پیدا کرده و آن‌ها را دنبال می‌کنند.
در این روش از دو حالت مغناطیسی و یارنگی استفاده می‌کنند.
در مدل‌های مغناطیسی جا به جایی و تغییر مسیر اسان است و نیز در مواردی که سطح زمین دچار ناهمواری یا شکاف باشد دستگاه دچار سردرگمی نمی‌شود ولی در مدل‌های رنگی در محیطهای پر رفت‌وآمد ماشین دچار اشفتگی و کاهش کارایی می‌شود.

2- سنسورهای بدون کابل کشی.

در این روش هدایت به وسیله بازتابکننده‌هایی که در دیوارها ستون‌ها یا دستگاه‌ها قرار گرفته انجام می‌شود. ای جی وی یک فرستنده وگیرنده لیزری را در برج گردان حمل می‌کند که از طریق ان لیزر فرستاده شده و دوباره باز گرفته می‌شود و به وسیله آن‌ها زاویه و فاصله محاسبه میگرددو ذخیره می‌شود.به این صورت نقشه‌ای از موقعیت‌ها در حافظه ثبت می‌شود.

## هدایت لیزری ( Laser Guidance )
در این روش از یک اسکنر لیزری که اطلاعاتی از قبیل مختصلت X و Y می‌دهد استفاده می‌شود. اسکنر لیزی ارتفاع بالایی از AGV نصب می‌شود و باید میدان دید بالایی نسبت به اهداف ( target ) داشته باشد و اهداف ( target ) نوارهایی با توانایی بازتاب بالایی هستند که بر روی یک استوانه پلاستیکی یا شتاب نصب می‌شود. حداقل سه هفته در طول هر سفر باید یافت شوند و به‌طور معمول در هر مسیر از پنج هدف استفاده می‌شود و حداکثر فاصله آن‌ها با AGV باید 30 متر باشد.
اسکنر لیزری فاصله و زاویه را با استفاده از هدف‌های اندازه‌گیری می‌کند و مختصات X و Y را به سریال پورت می‌دهد، اسکنر لیزری به‌طور مستقیم به صفحه کنترل AGV متصل است.

## مزایا و معایب
در این روش سیستم به راحتی نصب و برنامه‌ریزی می‌شود.
عیب ان قیمت بالای آن ( نسبت به روش کابل کشی ) است. در مدل هدایت لیزری 15 تا 30 درصد بر قیمت دستگاه افزوده می‌شود و ممکن است در برابر برنامه‌ریزی آن دقت کمتری در دستگاه وجود داشته باشد.
اهداف ( target ) باید توانانایی زیادی برای دریافت اطلاعات اسکنر لیزری داشته باشد و نصب آن‌ها ممکن است مزاحم بعضی فسمت‌ها باشد.

## هدایت با بینایی ( Vision-based Navigation)
در این روش از دوربین‌هایی روی ماشین نصب می‌شود که وظیفهٔ رصد کردن مسیر، موانع یا اهداف را بر عهده دارد. در این روش، همانند لیزر عمل می‌شود با این تفاوت که از المان‌های بصری جهت هدایت استفاده می‌شود.

## مزایا و معایب
این روش انعطاف‌پذیری بالاتری دارد و جهت استفاده در محیط‌های کمتر ساختار یافته مناسب است. اما محدودیت‌های بصری را داراست و شرایط نوری و محیطی امکان استفاده از آن را محدود می‌کند.

## قسمت‌های مختلف ای جی وی
پایه پشتیبانی عقب ( rear Support Leg )
پایه پشتیبانی عقب به صفحه پشتی AGV جوش داده می‌شود و ساختار AGV را کامل می‌کند.
چرخهای عقب ( Rear wheel )
بر روی پایه پشتیبانی عقب نصب می‌شوند و روی آن‌ها پوشیده می‌شود.
آنتن‌های هدایت ( Guide Antennas )
AGV برای استفاده از سیستم هدایت کابلی از آنتن هدایت پشتی که در انتهای چرخهای عقب نصب شده‌استفاده می‌شود آنتن پایه جلویی در ابتدای پایه پشتیبانی نصب می‌شود. آنتن پایه عقب برای حرکت کردن از پشت و آنتن پایه جلو برای مسیرهای رو به رو استفاده می‌شود.
ضربه گیر عقب ( Rear Bumper )
بانت‌های پشت هر پایه پشتیبانی یک ضربه گیر نصب می‌شود. ضربه گیر عقب یک فنر است که به یک صفحه پلاستیکی نصب شده. صفحه از یک پلاستیک محکم ساخته شده و زمانی که به جسمی برخورد کند سنسورها را فعال میسازد.
ضربه گیر عقب می‌تواند سنسور اضافی مانند سلول‌های تصویری ( photo cell ) که برای اندازه‌گیری فشار استفاده می‌شوند را حمل کند.
Edge Detecting Photo
این سلول تصویری از یک جفت فرستنده و گیرنده تشکیل شده که پرتوهای فرستاده شده از انتهای AGV را دریافت می‌کند.
Deep Stack Photo Cell
از این سلول تصویری برای بلند کردن بارهای روی زمین استفاده می‌شود همچنین برای کم کردن سرعت کارایی دارد

سیستم شارژ باتری AGV ها:
تعویض باتری ( Battery swap )
فرایند تعویض باتری نیازمند یک اپراتور است که باتری بدون شارژ را به صورت دستی از AGV خارج کند و یک باتری با شارژ کامل را جایگزین آن کند. بعد از گذشت تقریباً" 8-12 ساعت ( حدود یک شیفت کاری ) نیاز به تعویض باتری است.
شارژ اتوماتیک باتری ( Automatic Battery Charging )
شارژ اتوماتیک باتری برای عملیات ممتد مناسب است و به‌طور معمول برای هر AGV 12 دقیقه شارژ در هر ساعت نیاز است و AGV می‌تواند این شارژ را در هر مکانی دریافت کند. زمانی که سطح باتری به کمترین اندازه تعیین شده برسد، AGV قبل تر که خط و رفتن به ایستگاه شارژ کارهای جاری را به اتمام می رساند.
تعویض اتوماتیک باتری ( Automatic Battery Swap )
در این مدل علاوخ بر سیستم‌های معمولی AGV نیازمند اضافه شدن قسمتی از ماشینهای اتوماتیک است. در این روش AGV به ایستگاه تعویض باتری میرود و به صورت لتوماتیک باتری‌ها شارژ شده جایگزین می‌شود. دستگاه‌های تعویض اتوماتیک باتری‌های مصرف شده را برای شارژ مجدد در محل شارژ قرار می‌دهند و آن‌ها را از زمان شارژ کامل در دستگاه نگه میدارند.

## باتری‌های مورد استفاده برای AGV‌ها
باتری اسید – سرب ( Lead Acid Battery )
اغلب AGV‌ها از باتری‌های معمولی تراکها استفاده می‌شود. این مدل از باتری‌های اسید-سرب می‌توانند به مدت 8-12، به نسبت اندازه و نوع کار استفاده شوند در حدود 80% از این نوع باتری‌ها میتوانند برای AGV‌ها مورد استفاده قرار بگیرند. باتری‌های استفاده شده باید حدود 7-9 ساعت شارژ شوند.
مزایا	معایب
انواع زیادی از آن‌ها را میتوان استفاده کرد
قیمت پایین	7-9 ساعت زمان لازم برای شارژ تقریباً" هر هفته نیاز به پر کردن آب دارند.
وزن بالا
باتری‌های ژلاتینی ( Gel Battery )
همانند مدل اسید – سرب به جای اسید از ژل استفاده می‌کنند در حدود 80% از این نوع باتری‌ها می‌توانند برای AGV‌ها استفاده شوند ویژگی مثبت آن این است که نیاز به پر کردن آب ندارد و نکات منفی آن عبارتند از به‌طور معمول به 8-12 ساعت شارژ نیاز دارد و قیمت آن نسبت به باتری‌های اسید-سرب بالاتر است.
مزایا	معایب
انواع زیادی از آن‌ها را می‌توان استفاده کرد
به پر کردن آب نیاز ندارد	قیمت بالا
8-12 ساعت زمان شارژ
وزن بالا
باتری‌های نیکل – کادمیوم ( Nickel Cadmium Battery )
از 50-30 از انواع باتری‌های نیکل کادمیوم برای AGV‌ها استفاده می‌شوند و در زملن کوتاهی شارژ می‌گردند.
مزایا	معایب
نیاز کمی به پر کردن آب دارد که خزینه جانبی را پایین میاورد
زمان کوتاه شارژ مجدد
وزن پایین	تعداد محدودی برای AGV‌ها مناسب اند
اغلب نیاز به شارژ مجدد دارند
قیمت بالایی دارند
انواع دیگر باتری‌ها که در مدل‌های مخصوص AGV مورد استفاده قرار می‌گیرند:
باتری‌های سربی بسته ( sealed-lead batteries ) مقاومت خیلی بالایی دارند و می‌توانند در مدت کوتاهی شارژ شوند. این باتری‌ها قیمت متوسطی دارند و می‌توانند همانند باتری‌های نیکل-کادمیوم مورد استفاده قرار بگیرند.
( block batteries )نسبت به باتری‌ها اسید-سرب قیمت کمتری دارند و بسیار کارا هستند.
( gel block batteries ) باتری‌های ارزانی هستند ولی زیاد مورد استفاده قرار نمی‌گیرند.

## مدیریت سیستم
سیستم‌هایی که شامل AGV می‌شوند به انواع کنترل روی آن‌ها نیاز دارند. سه راه حل اصلی کنترل روی AGV‌ها عبارتند از:
صفحه اجازه دهنده ( locator panel ): نمایش رنگ‌های گرافیکی ( color graphics display ) و ثبت داده‌ها و گزارش مرکزی ( central logging and report )
یک صفحه اجازه دهنده صفحه‌ای است که از آن برای ناحیه هر AGV استفاده می‌شود و اگر AGV برای مدت طولانی در یک ناحیه باشد می‌توان گفت احتمالاً" خراب شده یا از کار افتاده است.
در حالت نمایش رنگ‌های گرافیکی می‌توان گفت در هر زمان هر وسیله در کجا قرار دارد همچنین اطلاعاتی نظیر ولتاؤ باتری و نقاط مسدود شده داده می‌شود.
و در آخرین حالت در ثبت داده‌ها و گزارش مرکزی برای نگه داشتن حافظه AGV‌ها در سیستم استفاده می‌شود که به این صورت به اطلاعات مورد نظر میرسیم.
انواع نمونه وسیله:

( AGV towing vehicles ) اولین نمونه‌هایی بودند که معرفی شدند و امروز هم کاربرد دارند یدک کش‌ها می‌توانند انواع تریلری‌ها را بکشند و توانایی حمل 8000 پوند تا 60000 پوند را دارند.
( AGVs Pallet trucks ) بر جابه جایی پالت در سطح زمین استفاده می‌شوند.
( AGVs fork trucks ) برای جابه جایی وسیله در سطح زمین یا بالاتر از آن استفاده می‌شوند.
( Light load AGVs ) توانایی حمل آن 500 پوند یا کمتر از آن است و برای حمل بارهای سبک استفاده می‌شوند و برای محلهایی با فضای کم طراحی شده‌اند.
( AGVs Assembly line vehicles ) از مدل AGV‌های سبک وزن هستند که برای کار در خط مونتاژ ساخته شده‌اند.